# Thierry van den Bosch
Thierry van den Bosch (Agen, 8 luglio 1974) è un pilota motociclistico francese ritiratosi dall'attività agonistica, di origini fiamminghe, il primo campione del mondo Supermoto nonché il più titolato.

## Carriera

### Gli inizi
Debutta nel Motocross a 11 anni, divenendo sei anni più tardi, nel 1991, vicecampione di Francia. Nel 1993 un grave infortunio al ginocchio lo costringe al ritiro dai campi di gara e con il padre si dedica alla produzioni di vini. Nel frattempo si diverte con il Kart e tramite un amico scopre il supermotard, rimanendone impressionato. Alain Blanchard e Gilles Salvador, maestri e padri del supermotard francese, ne scoprono il talento e lo aiutano a entrare nelle competizioni.
Così nel 1998 è pilota per un concessionario KTM ma durante la stagione rimane colpito da un infortunio. Ritenta la stagione successiva e su Husqvarna diventa campione di Francia e vicecampione europeo. L'anno successivo abbandona la produzione di vini e si dedica alle gare a tempo pieno. Da quel momento vincerà due titoli europei, un titolo italiano, due titoli tedeschi e sette titoli francesi.

### Primo titolo Supermoto
Nel 2002 sulla KTM ufficiale è il primo campione del mondo nella storia della Supermoto. Sempre in questa stagione prende i primi contatti con le competizioni riservate alla velocità su asfalto, correndo tre gare con una Aprilia nella classe 250 del motomondiale. I risultati però non sono positivi, infatti si ritira in due gare mentre al Gran Premio d'Olanda non riesce a qualificarsi.

### La parentesi in Supersport
Nel 2003 si ritira dalla scena del Supermotard per disputare il campionato mondiale Supersport in sella alla Yamaha YZF R6 del team Yamaha France - Ipone. Anche in questa seconda apparizione fuori dalla sua specialità non ottiene risultati confortanti, sfiora il podio chiudendo quarto la gara svoltasi sul circuito di Silverstone, ma nel resto delle prove i suoi piazzamenti sono fuori dalla zona punti, addirittura nella gara d'esordio a Valencia non riesce ad ottenere un tempo tale da consentirgli di qualificarsi.

### Il ritorno in Supermoto
Visti i risultati della stagione precedente, nel 2004 rientra definitivamente nel Mondiale Supermoto conquistando immediatamente il suo secondo titolo con la KTM ufficiale. Nel 2005 combatte ancora per il titolo S1 sulla KTM ufficiale ma durante il gran premio di Austria compromette la stagione rompendosi una gamba in un contatto con il pilota Husqvarna Gerald Delepine, che vincerà il titolo quell'anno.
Dalla stagione 2006 corre nella categoria 450 cc del Mondiale Supermoto sulla bicilindrica Aprilia del team ufficiale Off Road portandola lo stesso anno alla vittoria del mondiale piloti e costruttori S2. Con il suo terzo titolo mondiale Van Den Bosch diviene il più grande pilota di supermotard di sempre. Da quell'anno inoltre Aprilia produce una replica a lui dedicata, l'Aprilia VDB Replica.
Nel 2007 è mondiale con la Francia al Trofeo delle Nazioni e classificato 2º nel Campionato del Mondo dopo una stagione ricca di episodi sfortunati, nonostante la vittoria di 10 delle 16 manche stagionali. In Campionato Italiano conclude terzo nella classifica internazionale.
Nel 2008 il Team Aprilia Off Road si scioglie costituendo il nuovo team ufficiale DRC. Nel nuovo team Thierry conclude al secondo posto sia nel Campionato Internazionale d'Italia Supermoto S1 che nel Campionato del Mondo Supermoto S1.
Nel 2009 il reparto corse Aprilia Off Road chiude ritirando la squadra dal Mondiale Supermoto e Thierry non riesce a raggiungere un accordo con il team satellite DRC Racing. Arriva quindi in extremis a due settimane dal via della stagione la firma con il team ufficiale TM 747 Motorsport Factory di Simone Girolami al fianco della forte coppia italiana Davide Gozzini e Andrea Occhini.
Al debutto nel mondiale con la moto azzurra vince subito il GP d'Italia, e a fine anno conclude 2º assoluto gli Internazionali d'Italia.
La stagione si conclude con la vittoria del suo quarto titolo mondiale supermoto, dopo due anni di digiuno, regalando alla squadra TM il primo titolo mondiale nella supermoto.
Dopo la conquista del titolo mondiale 2009, TM Racing lascia libero Thierry che trova un manubrio proprio in un team Aprilia, in sella alla quale vinse il titolo nel 2006. Questa volta, essendosi ritirato da un anno il team ufficiale, si accasa in un team satellite appoggiato dalla casa madre: il Team PMR H2O Aprilia Racing.
Per il francese è quindi un ritorno, dopo un anno in TM, al bicilindrico, e alla prima gara della stagione nel Campionato Italiano conquista subito la pole position e la classifica di giornata con una doppietta, e vince il primo Gp della stagione iridata con pole position e due vittorie di manche. A fine stagione viene fermato da un infortunio che lo condizionerà fino alla stagione successiva, 2011, che disputerà solo per la prima metà, per poi operarsi.

### Il ritiro dalle competizioni
Nel 2012 lascia la scuderia Aprilia per tornare in KTM (moto che usò dal 2001 al 2005) tramite il team italiano Motoracing. Al termine di questa stagione si ritira dalle competizioni, rimane nel mondo del motociclismo fondando una propria scuola di guida sportiva.

## Risultati in gara

### Motomondiale
| 2002 | Classe | Moto    |  |  |  |     |  |  |    |  |     |  |  |  |  |  |  |  | Punti | Pos. |
| ---- | ------ | ------- |  |  |  | --- |  |  | -- |  | --- |  |  |  |  |  |  |  | ----- | ---- |
| 2002 | 250    | Aprilia |  |  |  | Rit |  |  | NQ |  | Rit |  |  |  |  |  |  |  | 0     |      |

| Legenda | 1º posto        | 2º posto            | 3º posto            | A punti      | Senza punti        | Grassetto – Pole position Corsivo – Giro più veloce |
| Legenda | Gara non valida | Non qual./Non part. | Ritirato/Non class. | Squalificato | '-' Dato non disp. | Grassetto – Pole position Corsivo – Giro più veloce |

### Campionato mondiale Supersport
| 2003 | Moto   |    |    |    |     |     |   |     |    |    |    |     |  | Punti | Pos. |
| ---- | ------ | -- | -- | -- | --- | --- | - | --- | -- | -- | -- | --- |  | ----- | ---- |
| 2003 | Yamaha | NQ | 18 | 16 | Rit | Rit | 4 | Rit | 24 | 17 | NP | Rit |  | 13    | 22º  |

| Legenda | 1º posto        | 2º posto            | 3º posto           | A punti      | Senza punti        | Grassetto – Pole position Corsivo – Giro più veloce |
| Legenda | Gara non valida | Non qual./Non part. | Ritirato/Non class | Squalificato | '-' Dato non disp. | Grassetto – Pole position Corsivo – Giro più veloce |

## Altri risultati
- 1991: 2º posto Campionato Francese Motocross
- 1998: rientro nelle corse e debutto nel Supermotard (su KTM) - infortunio
- 1999: Campione Francese Supermoto classe 400cc (su Husqvarna)
- 1999: Campione Francese Supermoto classe Prestige (su Husqvarna)
- 1999: 2º posto Campionato Europeo Supermoto (su Husqvarna)
- 1999: 2º posto Guidon d'or di Parigi (su Husqvarna)
- 2000: Campione di Germania Supermoto (su Husqvarna)
- 2000: 2º posto Campionato Francese Supermoto classe 400cc (su Husqvarna)
- 2000: Campione Francese Supermoto classe Prestige (su Husqvarna)
- 2000: Campione Europeo Supermoto (su Husqvarna)[2]
- 2001: Campione di Germania Supermoto (su Husqvarna)
- 2001: Campione Francese Supermoto classe 400cc (su KTM)
- 2001: Campione Francese Supermoto classe Prestige (su KTM)
- 2001: 3º posto Campionato Europeo Supermoto (su KTM)
- 2002: Campione Francese Supermoto classe 450cc (su KTM)
- 2002: Campione Francese Supermoto classe Prestige (su KTM)
- 2002: Campione Europeo Supermoto (su KTM)[5]
- 2004: 14º posto Campionato Internazionale d'Italia Supermoto (2 gare su 6) (su KTM)
- 2004: 8º posto Campionato Francese Supermoto classe Prestige (su KTM)
- 2004: 21º posto Campionato Francese Supermoto classe 450 (su KTM)
- 2004: 19º posto (ritiro) X-Games Supermoto di Los Angeles (su KTM)
- 2005: 4º posto Campionato Francese Supermoto classe Prestige (su KTM) - infortunio
- 2005: 3º posto Campionato del Mondo Supermoto S1 (su KTM) - infortunio
- 2005: 19º posto Campionato AMA Supermoto (1 gara su 6) (su KTM)
- 2006: 2º posto Campionato Francese Supermoto classe 450 (su Aprilia)
- 2006: Campione Internazionale d'Italia Supermoto classe Sport  (su Aprilia)[6]
- 2006: 7º posto Extreme Supermotard di Bologna (su Aprilia)
- 2007: 3º posto Campionato Internazionale d'Italia Supermoto S1 (su Aprilia)
- 2007: 2º posto Campionato del Mondo Supermoto S1 (su Aprilia)
- 2008: 2º posto Campionato Internazionale d'Italia Supermoto S1 (su Aprilia)
- 2008: 2º posto Campionato del Mondo Supermoto S1 (su Aprilia)
- 2009: 2º posto Campionato Internazionale d'Italia Supermoto (su TM)
- 2010: 4º posto Campionato Internazionale d'Italia Supermoto S1 (su Aprilia)
- 2010: 6º posto Campionato del Mondo Supermoto S1 (su Aprilia) - infortunio
- 2011: 14º posto Campionato Internazionale d'Italia Supermoto S1 (su Aprilia) - infortunio